# 積載
| ウィキペディアには「積載」という見出しの百科事典記事はありません（タイトルに「積載」を含むページの一覧/「積載」で始まるページの一覧）。 代わりにウィクショナリーのページ「積載」が役に立つかもしれません。 |